# Brädgårdstorkning

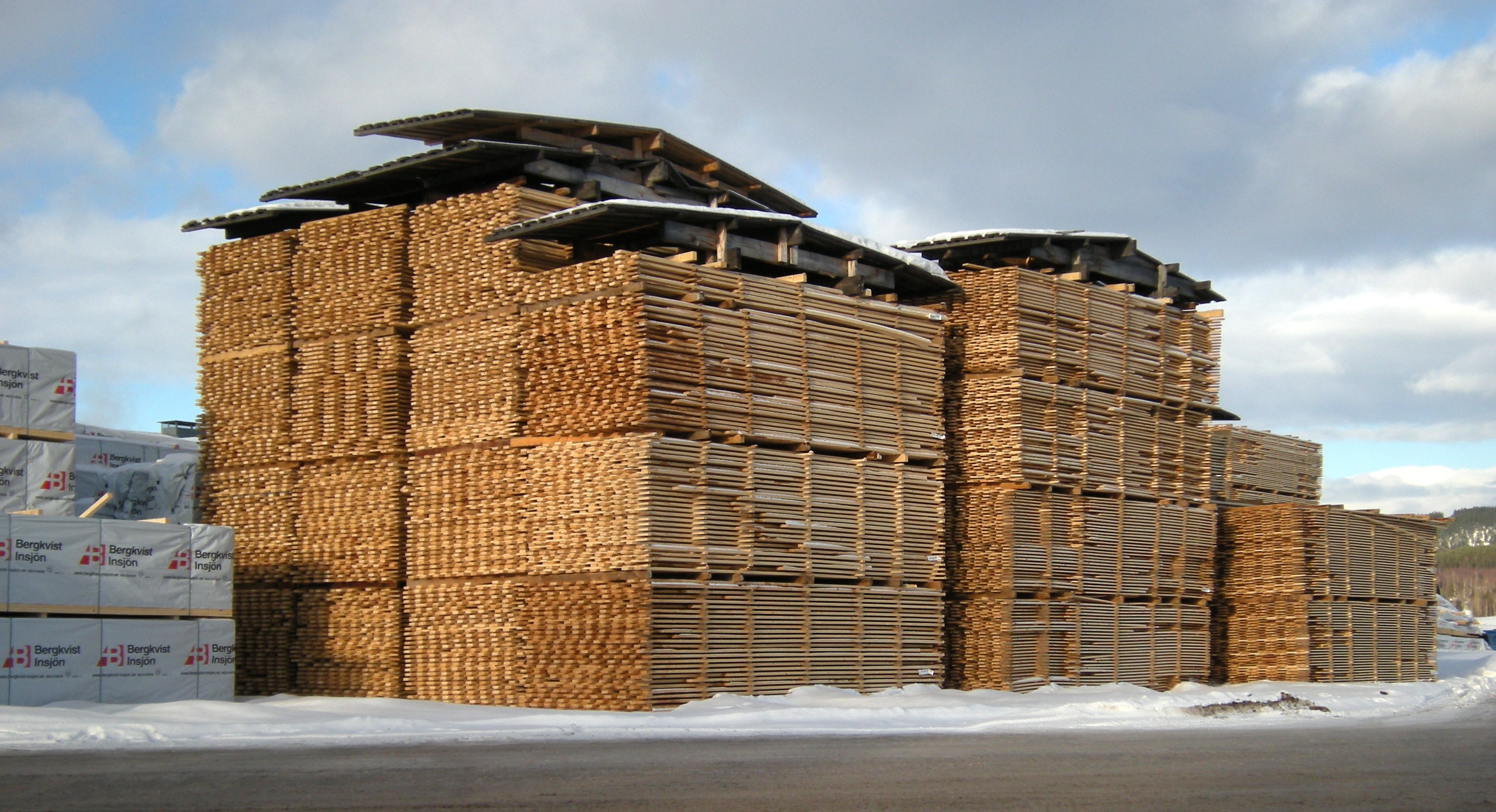
Torkning av virke i Insjön.

Brädgårdstorkning eller Lufttorkning är en metod att torka virka på en brädgård. Stock som sågas till virke vid ett sågverk torkas i virkesstaplar där varje lager brädor, plank, eller läkt är lagt med strö mellan. Strö är en läkt av minimum 25 mm tjocklek, för att få en bra luftcirkulation i virkesstapeln. Viktigt är att läkten placeras lodrätt under varandra för att inte virket ska bli krokigt, skevt av belastningen från de övre skikten i stapeln.
Lufttorkning är beroende av vädret och årstiden. Vid en regnig period sker en obetydlig torkning. Vid en varm period kan virket skadas av en för snabb uttorkning och få djupa sprickor framför allt i ändträet, även i virkets yta kan det uppstå djupa sprickor. Lufttorkning sker även i stora hallar utan väggar till skydd mot nederbörd, eller genom att man lägger tak över varje enskild virkesstapel. Ett alternativ till lufttorkning är vandringstork eller kammartork, torkning med varm ånga, en artificiell torkning med reglerad fuktighet och temperatur.
Vandringstork är en torkanläggning i en byggnad där virkesstaplarna lagras på vagnar som sakta rullas genom torken under till exempel fem till åtta dagar, erhållen fuktkvot är cirka 15%. 
Kammartorken finns oftast vid förädlingsindustrier, till exempel snickerier som förädlar ädelträ. Kammartorken torkar oftast virket som kommer från en brädgård där fuktkvoten befinner sig mellan 15% och 20%, beroende på årstid och väderförhållanden. Kammartorken torkar ned virket till den slutliga fuktkvoten, vad man kallar inomhustorrt virke med en fuktkvot mellan 6 och 10%.